# Nuestra hora final
Nuestra Hora Final, es un libro del astrónomo británico Martin Rees. 
El título completo del libro es "Nuestra hora final. ¿Será el siglo XXI el último de la humanidad?" Editado por Crítica en 2004 , ha sido traducido por Joan Lluís Riera Rey.
Aunque el libro tiene un título que podría llevar a pensar en una suerte de "catastrofismo", sin embargo sí que es un estudio concienzudo sobre los riesgos de todo tipo a los que está sometido el planeta. Así se examinan los riesgos asociados a las imprudencias, errores o perversiones de los distintos desarrollos tecnológicos de la física, la química, la biología, la informática y la cibernética. Y también se asumen los riesgos por el agravamiento de los problemas ambientales, o los siempre presentes riesgos naturales como erupciones volcánicas o impacto de asteroides. Es una reflexión sobre lo que él denomina "el lado oscuro de la ciencia". El ensayo fue publicado en Basic Books en inglés, también en 2004 con el título "OUR FINAL HOUR: A Scientist's Warning: How Terror, Error, and Environmental Disaster Threaten Humankind's Future in This Century—on Earth and Beyond" y recibió crítica en el Publishers Weekly Review.